# Pseudaria
Pseudaria là một chi bướm đêm thuộc họ Geometridae.